# Stazione di Losanna
La stazione di Losanna è un importante scalo ferroviario di interscambio tra treni intercity e regionali a servizio della città di Losanna, nel Canton Vaud, in Svizzera.  È conosciuta anche come Lausanne CFF per distinguerla dalle altre stazioni cittadine.

## Storia
La prima stazione di Losanna venne costruita in località Mornex, piuttosto lontano dal centro urbano, e inaugurata il 5 maggio 1856; era stata costruita dalla Società Svizzera Occidentale (SO) in seguito alla realizzazione, nel cantone di Vaud, del primo tratto di linea Yverdon-les-Bains-Bussigny aperto il 1º maggio 1855. Nel 1861, la stessa società apriva la tratta Losanna - Villeneuve - Saint-Maurice nel Cantone Vallese. Nel 1863, in seguito all'inaugurazione nel 1862 del collegamento Losanna - Friburgo, la stazione ebbe un primo ampliamento.
In seguito all'apertura della Tunnel del Sempione il 19 maggio 1906, Losanna assunse l'importante ruolo di nodo ferroviario di primaria importanza; nel 1908 venne bandito un concorso per un progetto di ricostruzione della stazione che fu vinto dalla società di architettura Monod & Laverrière Taillens & Dubois. La costruzione della nuova stazione avvenne tra 1911-1916.
L'edificio della stazione è stato ristrutturato tra il 1992 e il 1996, dopo i danni subiti dalla copertura in seguito ad un incendio nel 1994.

## Movimento
La stazione ferroviaria è passante e di collegamento tra le linee fondamentali del Sempione, di Berna, di Ginevra e di Olten.
Vi fermano tutte le categorie di treni diretti in tutte le direzioni, nazionali e internazionali.
I treni passeggeri sono principalmente delle FFS ma anche internazionali dalla Francia (come i TGV), dalla Germania e dall'Italia.
Si fermano i treni regionali e la linea M2 della metropolitana di Losanna.

## Galleria d'immagini

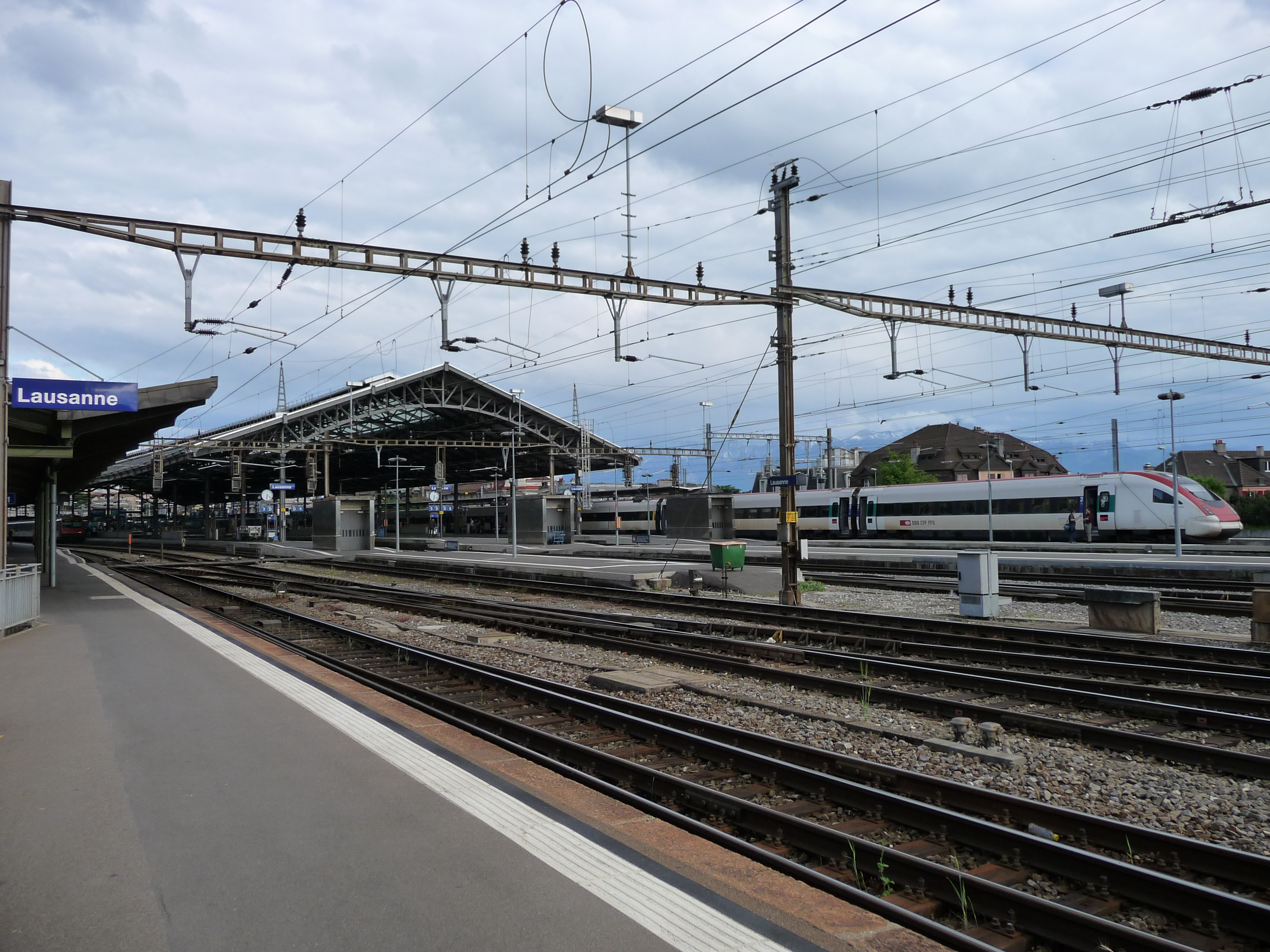
Stazione di Losanna lato Est.
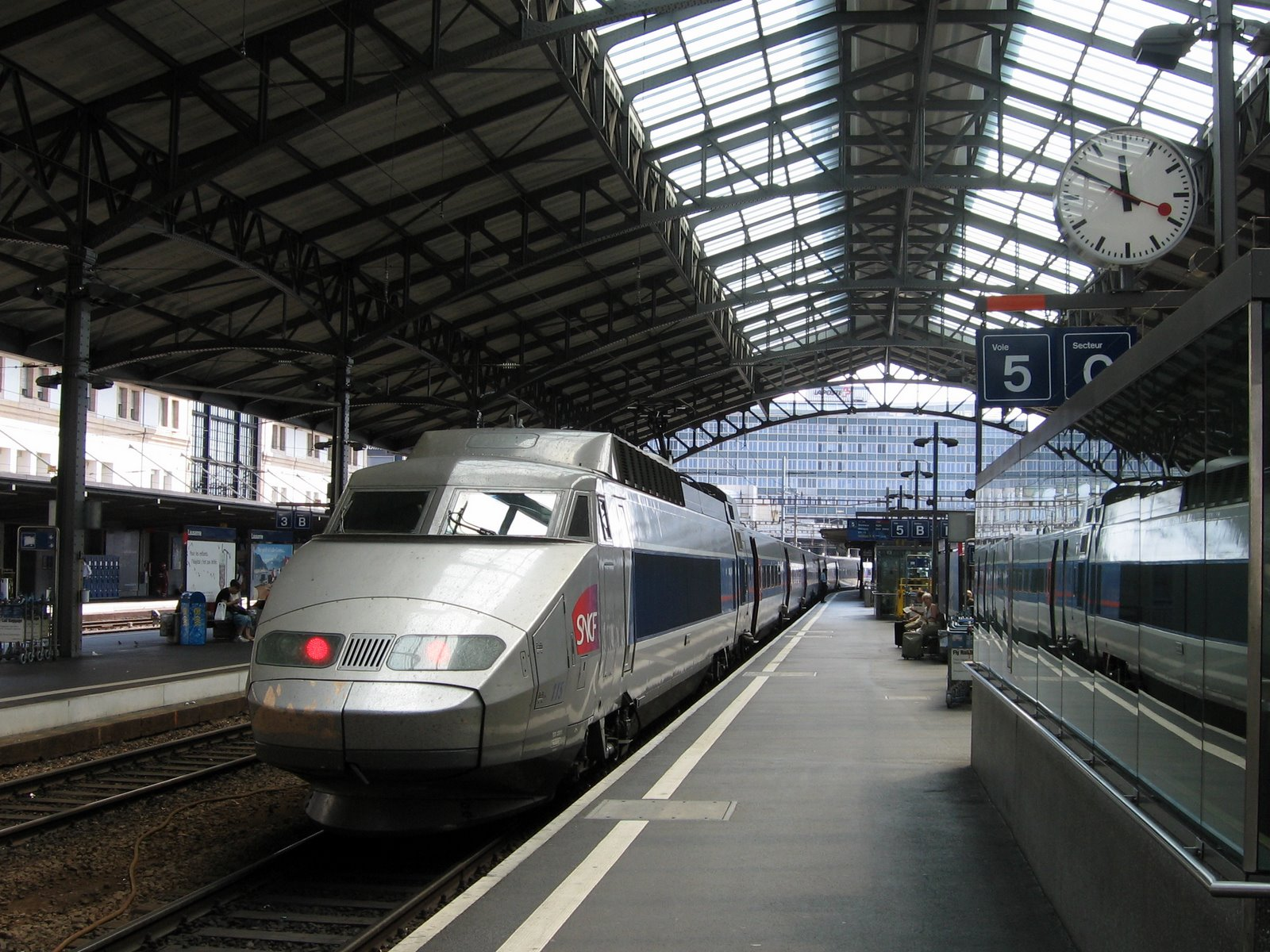
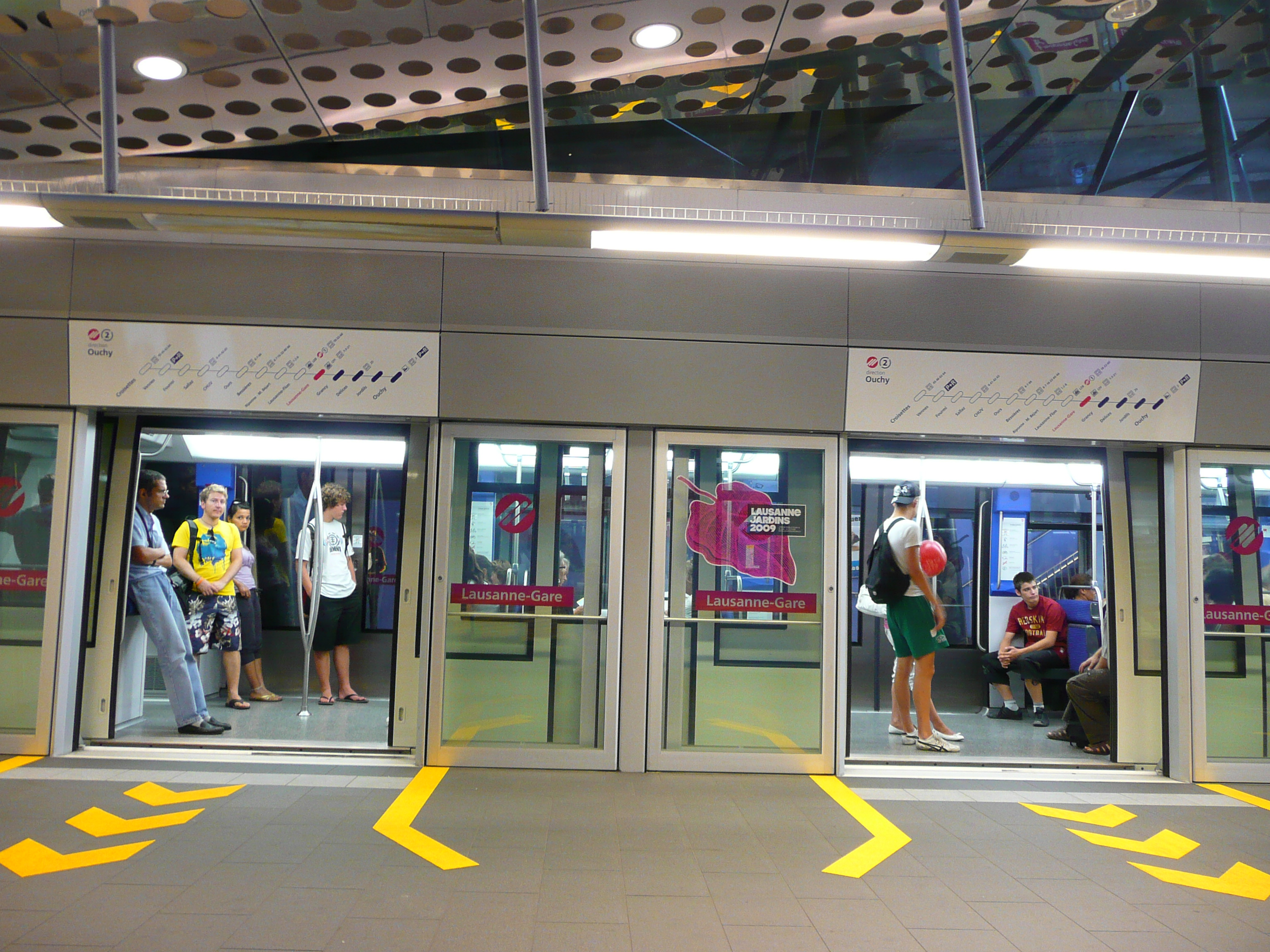
Metro e treno